# Drosophila soonae
Drosophila soonae este o specie de muște din genul Drosophila, familia Drosophilidae, descrisă de Hajimu Takada și Jung-Hoon Yoon în anul 1989. Conform Catalogue of Life specia Drosophila soonae nu are subspecii cunoscute.